# Dark Shadows (bande originale)
Pour les articles homonymes, voir Dark Shadows.
 (mai 2012).
Si vous disposez d'ouvrages ou d'articles de référence ou si vous connaissez des sites web de qualité traitant du thème abordé ici, merci de compléter l'article en donnant les références utiles à sa vérifiabilité et en les liant à la section « Notes et références ».
Albums de Danny Elfman
Real Steel
(2011) Frankenweenie
(2012)
Dark Shadows est l'album de la bande originale du film du même nom, distribué par Watertower Music, sorti le 8 mai 2012. La musique du film a été composée par Danny Elfman, collaborateur de longue date du réalisateur Tim Burton.

## Liste des titres
Toute la musique est composée par Danny Elfman.
| 1.    | Dark Shadows / Prologue (Uncut) | 7:52 |
| 2.    | Resurrection                    | 2:54 |
| 3.    | Vicky Enters Collinwood         | 1:21 |
| 4.    | Deadly Handshake                | 2:14 |
| 5.    | Shadows (Reprise)               | 1:08 |
| 6.    | Is it Her?                      | 0:43 |
| 7.    | Barnabus Comes Homes            | 4:18 |
| 8.    | Vicky's Nightmare               | 1:26 |
| 9.    | Hypno Music                     | 0:47 |
| 10.   | Killing Dr Hoffman              | 1:14 |
| 11.   | Dumping the Body                | 0:58 |
| 12.   | Roger Departs                   | 2:33 |
| 13.   | Burn Baby, Burn / In-Tombed     | 2:49 |
| 14.   | Lava Lamp                       | 2:17 |
| 15.   | The Angry Mob                   | 4:40 |
| 16.   | House of Blood                  | 3:38 |
| 17.   | Final Confrontation             | 2:20 |
| 18.   | Widows' Hill / Finale           | 3:47 |
| 19.   | The End? (Uncut)                | 2:42 |
| 20.   | More the End?                   | 1:55 |
| 21.   | We Will End You!                | 1:09 |
| 52:45 |                                 |      |

## Autour de l'album
C'est la treizième collaboration entre le compositeur Danny Elfman et le réalisateur Tim Burton.
Les trois dernières pièces de l'album (The End?, More the End? et We Will End You!) sont en fait une seule et même symphonie.
Outre les titres présents sur l'album, on entend aussi durant le film les morceaux suivants :
- I'm Sick of You
  - Écrit par Iggy Pop et James Williamson
  - Interprété par Iggy & The Stooges
- Nights in White Satin
  - Écrit par Justin Hayward
  - Interprété par The Moody Blues
- The Secret Room
  - Écrit par Bob Cobert
- Season of the Witch
  - Écrit et interprété par Donovan
- Highway Star (Roger Glover remix)
  - Écrit par Ritchie Blackmore, Ian Gillan, Roger Glover, Jon Lord et Ian Paice
  - Interprété par Deep Purple
- Superfly
  - Écrit et interprété par Curtis Mayfield
- Theme from a Summer Place
  - Écrit par Max Steiner
  - Interprété par Percy Faith
- Top of the World
  - Écrit par Richard Carpenter et John Bettis
  - Interprété par The Carpenters
- Crocodile Rock
  - Écrit par Elton John et Bernie Taupin
  - Interprété par Elton John
- Paranoid
  - Écrit par Ozzy Osbourne, Tony Iommi, Geezer Butler et Bill Ward
  - Interprété par Black Sabbath
- Hippy Nightstrums
  - Écrit et interprété par Tom Higham
- The Joker
  - Écrit par Steve Miller, Ahmet Ertegun et Eddie Curtis
  - Interprété par Johnny Depp
- Who's Afraid of the Big Bad Werewolf
  - Écrit par Joseph Barbera et William Hanna
- The Lion Sleeps Tonight
  - Écrit par George David Weiss, Hugo Peretti, Luigi Creatore et Solomon Linda
  - Interprété par Robert John
- You're the First, the Last, My Everything
  - Écrit par Barry White, Tony Sepe et Peter Radcliffe
  - Interprété par Barry White
- Bang a Gong (Get It On)
  - Écrit par Marc Bolan
  - Interprété par T. Rex
- No More Mr. Nice Guy
  - Écrit par Alice Cooper et Michael Bruce
  - Interprété par Alice Cooper
- Ballad of Dwight Fry
  - Écrit par Alice Cooper et Michael Bruce
  - Interprété par Alice Cooper
- I'd Like to Teach the World to Sing (in Perfect Harmony)
  - Écrit par Roger Cook, Roger Greenaway, Billy Davis et Bill Backer
  - Interprété par The New Seekers
- Go All the Way
  - Écrit par Eric Carmen
  - Interprété par Raspberries